# Clarkson (Nebraska)
Clarkson – miasto w Stanach Zjednoczonych, w stanie Nebraska, w hrabstwie Colfax.